# Élections générales albertaines de 1905
L'élection générale albertaine de 1905 était la première élection générale dans la province de l'Alberta (Canada). Elle se déroule le 9 novembre 1905 pour élire les députés de la 1re législature (en) de l'Assemblée législative de l'Alberta peu après la création de la province à partir des Territoires du Nord-Ouest le 1er septembre 1905 (Acte de l'Alberta).
Le Parti libéral de l'Alberta dirigé par Alexander Cameron Rutherford remporte 23 des 25 sièges à la nouvelle assemblée, défaisant le Parti conservateur dirigé par le jeune avocat Richard Bedford Bennett, qui deviendrait plus tard Premier ministre du Canada.

## Contexte
Avant l'élection de 1905 les deux partis politiques voient plusieurs changements et défections. Bon nombre d'anciens députés libéraux-conservateurs font défection vers les libéraux lorsque Wilfrid Laurier nomme le gouvernement libéral provisoire avant l'élection. Les conservateurs n'ont aucun chef fort auquel se rallier puisque Frederick Haultain s'était installé en Saskatchewan.
L'élection de 1905 est amère, surtout à Calgary et dans le sud de l'Alberta, où les libéraux sont accusés de fraude électorale et d'intimider les électeurs conservateurs. Des dépouillements judiciaires, surtout à Calgary, durent près d'un mois et les résultats changent constamment. Le scandale mène à l'arrestation de plusieurs organisateurs libéraux importants, dont le directeur de campagne de William Cushing qui était scrutateur à l'un des postes de scrutin.

## Résultats
|                            | Libéral      | Alexander C. Rutherford | 27 | 23 | 14 485 | 57,56 % |
|                            | Conservateur | Richard Bennett         | 22 | 2  | 9 342  | 37,13 % |
|                            | Indépendant  | Indépendant             | 7  | -  | 1 336  | 5,31 %  |
| Total                      | Total        | Total                   | 56 | 25 | 25,163 | 100 %   |
| Source : Elections Alberta |              |                         |    |    |        |         |

## Source
- (en) Cet article est partiellement ou en totalité issu de l’article de Wikipédia en anglais intitulé « Alberta general election, 1905 » (voir la liste des auteurs).